# 米克爾菲爾德
米克尔菲尔德（英語：Micklefield）是英格蘭西约克郡利茲市的村庄和民政教區。与加福斯、阿伯福德和布拉瑟頓相邻，坐落於A1（M）高速公路旁。根据2011年英國人口普查，该市人口为1,893人，较2001年的1,852人有所增加。